# Gărâna, Caraș-Severin
Gărâna (română 1924: Volfsberg, germană Wolfsberg) este un sat în comuna Brebu Nou din județul Caraș-Severin, Banat, România. Se află la distanță de circa 36 km de Reșița și la o altitudine de circa 1.000 de m.
În anul 2010 satul avea 26 de locuitori.

## Istorie
Gărâna a fost înființată în 1828 cu numele de Wolfsberg, de coloniști germani provenind din Pădurea Bavareză și din Boemia de sud. 

## Turism
Gărâna este o destinație turistică preferată pentru timișoreni.
Începând cu 1997 la Poiana Lupului are loc Gărâna Jazz Festival.

## Imagini

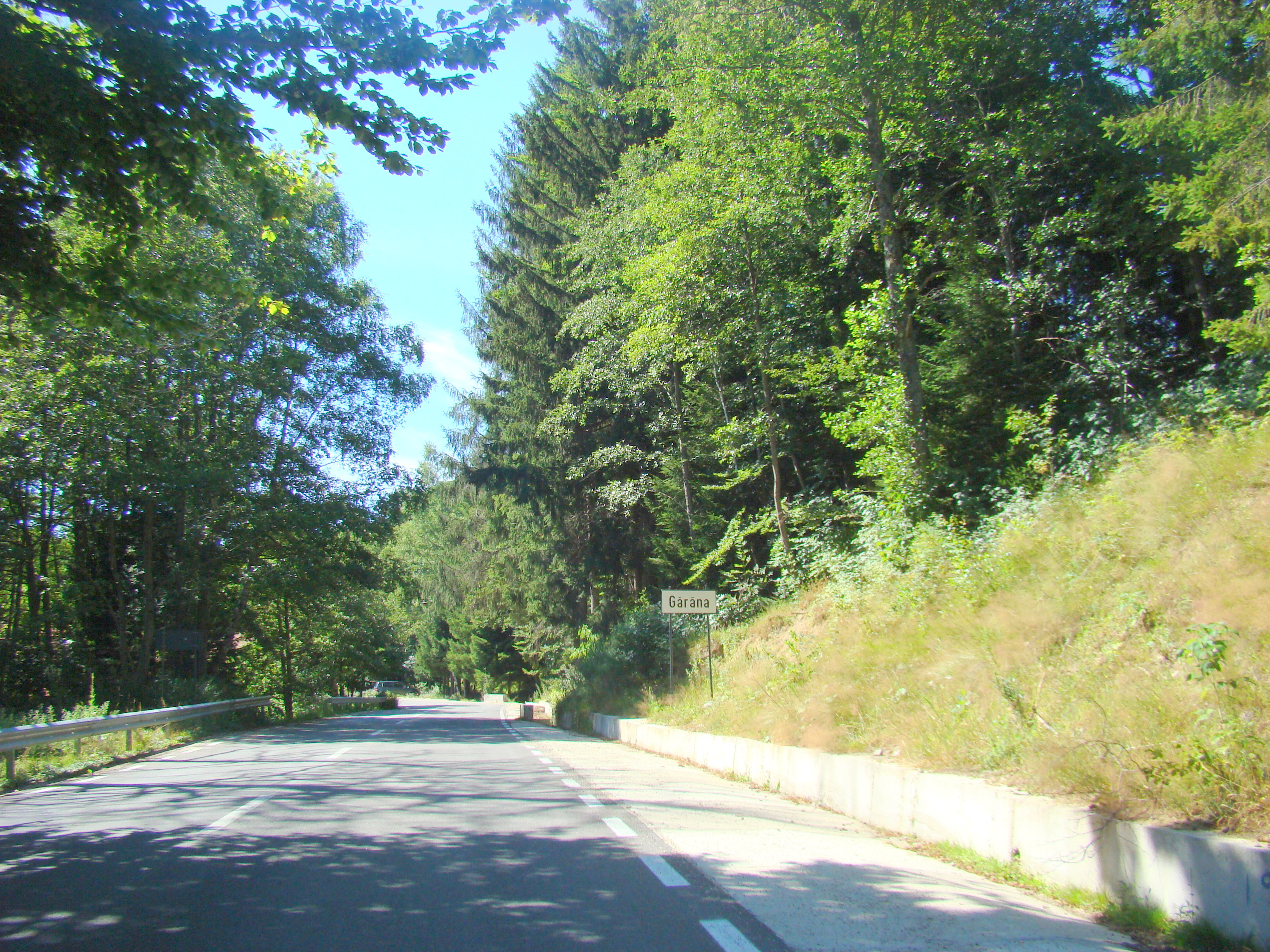
Intrarea în localitate
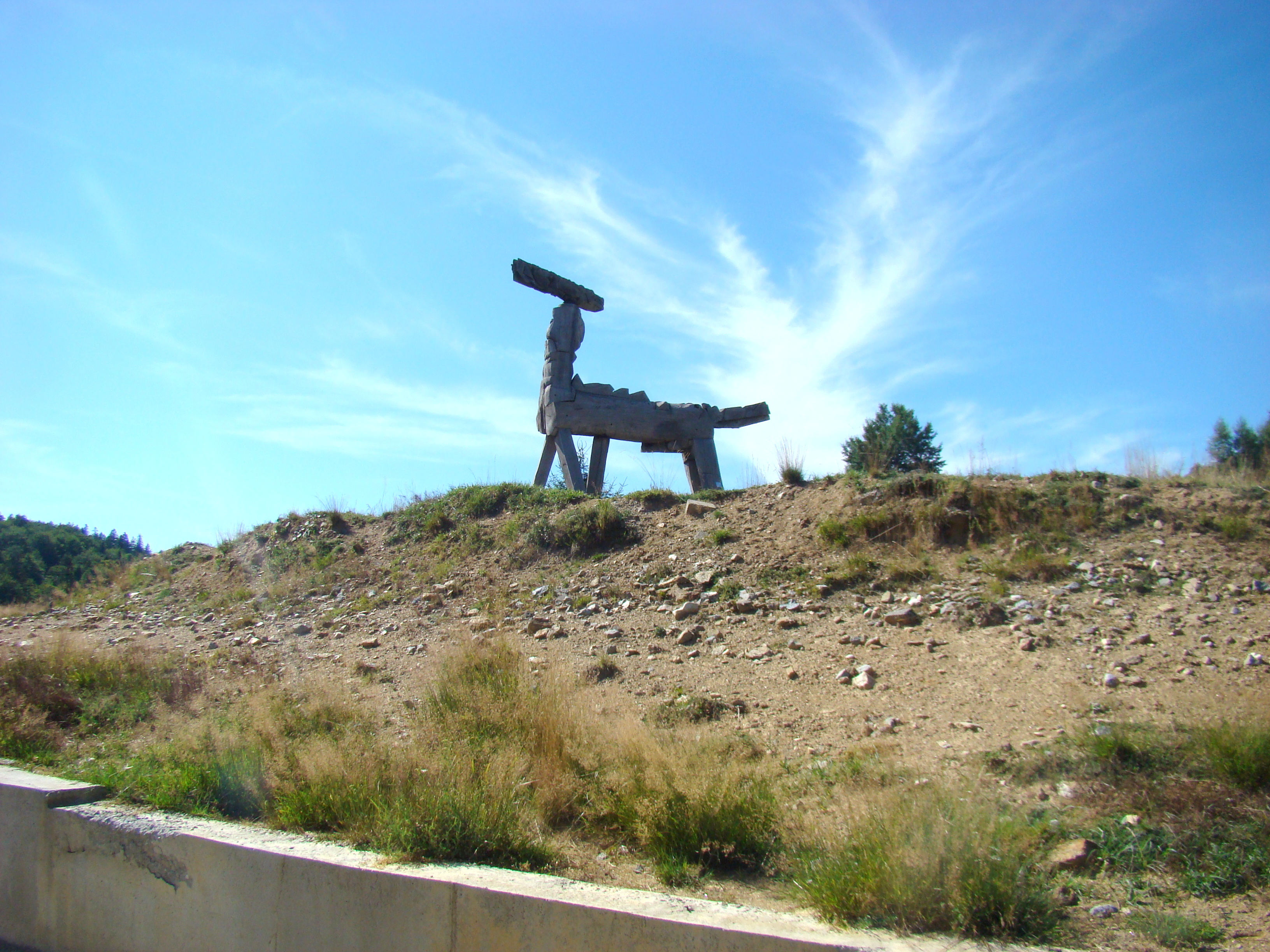